# Martinus Riethovius
Martinus Riethovius (Walik (Riethoven), 1511 – Sint-Omaars, 9 oktober 1583) was de eerste bisschop van Ieper.

## Ontwikkeling
Riethovius (ook: Rythovius) werd geboren als Maarten Bouwens, maar nam later de naam Riethovius aan, naar het gebruik van die tijd. Walik in Brabant behoort namelijk tot de parochie Riethoven.
Hij was de oudste van de negen kinderen van Boudewijn Bouwens en Luitgard, en hij ging in 1531 filosofie en theologie studeren aan de  Universiteit van Leuven, waar hij tot priester werd gewijd en in 1550 zijn licentiaat ontving. Van 1550-1552 doceerde hij te Dillingen, keerde vanwege dreigend oorlogsgeweld terug naar Leuven, en promoveerde in 1556 tot doctor, waarna hij hoogleraar in de theologie werd. Hij werd afgevaardigd naar de Rijksdag van Worms.

## Bisschop
Riethovius werd in 1561 benoemd tot bisschop van het nieuw opgerichte bisdom Ieper. Dit was de opvolger van het bisdom Terwaan, in die tijd een Franse enclave binnen de Nederlanden. Daarom was de stad, en daarmee het bisdom, in 1553 grondig verwoest door keizer Karel V. Door de pauselijke bul Super Universas (1559) was het bisdom Ieper opgericht in het grotendeels Nederlandstalig deel van het verwoeste bisdom Terwaan. De Vlaamse gouverneur Egmont drong aan op een snelle installatie van de bisschop van Ieper omwille van twee redenen: de vraag van de Ieperlingen zelf en de massale aanwezigheid van protestanten in de streek. Daarom deed Riethovius reeds op 11 november 1561, feestdag van Sint-Martinus, patroonheilige van Ieper, zijn feestelijke intrede in de stad. In 1563 maakte Riethovius de slotzittingen van het Concilie van Trente mee en, terug in Ieper, bracht hij de daar genomen besluiten onmiddellijk in praktijk door reeds in 1565 het eerste seminarie in de Nederlanden te starten. Hij nam deel aan het eerste Mechels provinciaal concilie in 1570 en zat dit als oudst aanwezige bisschop voor. Hierin werd de maatregelen besproken om de besluiten van het Concilie van Trente op het terrein te realiseren.
Hij deed aan pastoraal werk om, in de geest van de contrareformatie de kerkhervorming te bestrijden. In zijn bisdom was er een toenemend aantal doopsgezinden en calvinisten. Van hogerhand werden deze wreed vervolgd. Riethovius nam deel aan een adviescollege dat de Raad van State moest adviseren omtrent ketterbestrijding. In 1566 vond de Beeldenstorm in Ieper en omgeving plaats, ondanks de bemiddeling van Lamoraal van Egmont, die zich in de stad bevond. Twaalf priesters vonden de dood. Riethovius was gevlucht maar kwam onmiddellijk weer toen de troebelen voorbij waren.

## Egmont en Hoorne
Ondertussen nam de onderdrukking van hogerhand toe en Alva gelastte in 1568 de dood van Egmont en Hoorne. Eén dag voor het voltrekken van dit vonnis kreeg Riethovius de opdracht om Egmont het vonnis mee te delen en te fungeren als zijn biechtvader. Riethovius' verzoek om strafvermindering dan wel uitstel werd resoluut geweigerd. Hij ondersteunde Egmont, hielp hem bij het schrijven van zijn afscheidsbrieven, en begeleidde hem naar het schavot. Hij weigerde om de bloedspatten, die op zijn toog waren terechtgekomen, te verwijderen.

## Tachtigjarige Oorlog
In het toenemende conflict sloeg Riethovius een matigende toon aan. Zo adviseerde hij Alva om de Tiende Penning niet in te voeren, en ook protesteerde hij in een brief uit 1573 tegen de wreedheden die de Spanjaarden hadden begaan in Naarden en Mechelen.
In 1577 vond te Gent een calvinistische machtsgreep plaats, waarbij de bisschoppen van Brugge en Ieper werden gevangengenomen. Zij werden pas in 1581 bevrijd door gevangenenruil. Nu kon Riethovius echter niet meer naar zijn bisdom terugkeren, aangezien dat vrijwel geheel in handen van de calvinisten was. Doch Parma rukte op en heroverde geleidelijk ook Riethovius' bisdom weer. Ieper kwam pas in 1584 weer onder Spaans gezag.
Riethovius echter, was in 1583 naar Rijsel getrokken, om van daar uit het Vlaamse platteland te bedienen, en ook steden als Veurne en Sint-Winoksbergen. Hier werd hij besmet met de pest, waaraan hij te Sint-Omaars overleed. In 1584 werd te Ieper een requiem voor hem opgedragen. Zijn stoffelijk overschot werd bijgezet in de Ieperse Sint-Martinuskathedraal. Het grafmonument, gemaakt door Urbain Taillebert, werd tijdens de Eerste Wereldoorlog verwoest, evenals de kathedraal en de gehele stad.

## Testament
Bisschop Riethovius schreef in zijn testament (omstr. 1576) dat er van zijn nalatenschap een fonds moest worden gesticht van honderd Rijnse guldens. De rente over deze 100 guldens moest gebruikt worden om de kinderen van Riethoven en enkele omliggende plaatsen bij Pasen en Kerstmis te trakteren op 'witte brood'. Aan het uitdelen van deze lekkernij stelde hij wel enige voorwaarden. De kinderen moesten enkele gebeden, de geloofsbelijdenis en de geboden kunnen opzeggen.

## Heden
Dit testament ligt aan de basis van de pinksterkoeken die jaarlijks met Pinksteren in Westerhoven worden uitgedeeld. In Walik herinnert een bank aan de aldaar geboren bisschop. Aangezien Riethovius veel voor het onderwijs heeft gedaan, is er een scholengemeenschap te Eersel naar hem het Rythovius College genoemd. In het kerkdorp Waalre is een Rythoviusfonds opgericht. De kinderen op de basisschool ontvangen daar op Witte Donderdag het zogenaamde Paosmikske waarbij het verhaal van Maarten Bouwens wordt verteld.